# Rhododendron faucium
Rhododendron faucium är en ljungväxtart som beskrevs av David Franklin Chamberlain. Rhododendron faucium ingår i släktet rododendron, och familjen ljungväxter. Inga underarter finns listade i Catalogue of Life.